# Baumhaueria goniaeformis
Baumhaueria goniaeformis är en tvåvingeart som först beskrevs av Johann Wilhelm Meigen 1824.  Baumhaueria goniaeformis ingår i släktet Baumhaueria och familjen parasitflugor. Arten är reproducerande i Sverige. Inga underarter finns listade i Catalogue of Life.